# Joaquim Lopes Poupino
Joaquim Lopes Poupino (Elvas, ? - Cuiabá, 21 de junho de 1796) foi um militar e comerciante luso-brasileiro, que foi Intendente das Obras da construção do Real Forte Príncipe da Beira, e avô do futuro presidente da Província de Mato Grosso durante o período regencial, João Poupino Caldas.

## Biografia
Joaquim Poupino teve importante papel na história da Capitania de Mato Grosso, para onde se mudou ainda jovem. Ocupou as funções de almotacé e a vereança no Senado da Câmara da cidade. Foi ajudante do Terço das Ordenanças, e ocupava o posto de Capitão, quando de sua morte.
Atuou nas guerras das fronteiras, na condução do ouro da província, e na revolta dos escravos negros de Iacé (ou Jacé).
Desposou a cuiabana Maria Bernarda do Rosário, com quem teve os seguintes filhos: José Lopes, Izabel Antonia, Catharina Maria Jorte (ou D'orta), Maria Bernarda e Ana de Alvim Poupino.
Além da carreira militar exerceu o comércio, graças ao qual amealhou razoável patrimônio na capital da então Capitania.